# Centralamerikansk flodsköldpadda
Centralamerikansk flodsköldpadda (Dermatemys mawii) är en sköldpaddsart som finns i Belize, Guatemala och Mexiko. Det är den enda nu levande arten i sin familjen och den är klassad som akut hotad av IUCN.

## Utseende
Centralamerikansk flodsköldpadda är en medelstor sköldpadda och sköldens längd varierar mellan 33 och 65 cm.
Skölden har en olivgrön till grå färg och den är lite avplattad med en moderat kupolliknande form. Hos äldre individer är benplattorna som bildar skölden så bra sammanvuxen att inga kanter mellan plattorna är synliga. Även de flesta andra kroppsdelarna har en olivgrön till grå färg. Bara buken är ljusgrå till vit. Hos hanar förekommer en gul fläck på huvudets trekantiga ovansida och ibland är även andra delar av huvudet gula. Artens fötter har simhud mellan tårna och de är täckta av stora fjäll.

## Ekologi
Denna sköldpadda vistas vanligen i större floder och i djupa insjöar. Under regntiden utförs ibland vandringar till mindre floder och till översvämmade landskap. Ibland fastnar den i pölar på grund av artens mindre bra utvecklade rörelse på land. Centralamerikansk flodsköldpadda har bra simförmåga men de stannar ofta på platser där vattnet strömmar med låg hastighet. Unga och små exemplar vilar på platser där grenar eller rötter ligger i vattnet. Äldre sköldpaddor föredrar vattenansamlingens botten som viloplats och de gräver sig gärna ner när leran är mjuk.
Arten är huvudsakligen nattaktiv och den äter olika vattenväxter samt andra växtdelar som föll ner i vattnet, till exempel blad eller frukter. Vid havet hittas födan ofta i mangroveskogar.
Äggen läggs vanligen vid slutet av regntiden mellan september och december. Honan lägger tre eller sällan fyra gånger ägg under tiden med 6 till 16 ägg per tillfälle. I undantagsfall pågår äggläggningen fram till februari eller mars. Under goda förhållanden med ett fuktigt näste behöver äggen 115 till 223 dagar tills de kläcks. Annars sker en fördröjd embryoutveckling och äggen kläcks efter 217 till 300 dagar. I fångenskap föddes främst honor när temperaturen hölls vid 28° C och fler hanar vid temperaturer mellan 25 och 26°C.